# Jodie Henry
Pour les articles homonymes, voir Henry.
Jodie Henry, née le 17 novembre 1983 à Brisbane, est une nageuse australienne.
Le 30 septembre 2009, elle annonce sa retraite sportive.

## Palmarès

### Jeux olympiques d'été
- Natation aux Jeux olympiques d'été de 2004 à Athènes
  -  Médaille d'or du 100 mètres nage libre
  -  Médaille d'or du 4 × 100 mètres 4 nages
  -  Médaille d'or du 4 × 100 mètres nage libre

### Championnats du monde de natation
- Championnats du monde de natation 2003 à Barcelone
  -  Médaille d'argent du 100 mètres nage libre
  -  Médaille de bronze du 4 × 100 mètres 4 nages
  -  Médaille de bronze du 4 × 100 mètres nage libre
- Championnats du monde de natation 2005 à Montréal
  -  Médaille d'or du 100 mètres nage libre
  -  Médaille d'or du 4 × 100 mètres 4 nages
  -  Médaille d'or du 4 × 100 mètres nage libre
- Championnats du monde de natation 2007 à Melbourne
  -  Médaille d'or du 4 × 100 mètres nage libre
  -  Médaille d'or du 4 × 100 mètres 4 nages

### Jeux du Commonwealth
- Médaille d'or du 100 mètres nage libre en 2002
- Médaille d'or du 4 × 100 mètres 4 nages en 2002
- Médaille d'or du 4 × 100 mètres nage libre en 2002
- Médaille d'or du 4 × 100 mètres nage libre en 2006
- Médaille d'argent du 50 mètres nage libre  en 2006
- Médaille d'argent du 100 mètres nage libre  en 2006